# اندریاس کرونیس
اندریاس کرونیس (یونانی: Ανδρέας Χρόνης؛ زادهٔ ۲۵ آوریل ۱۹۸۹) بازیکن فوتبال اهل ایالات متحده آمریکا است.
از باشگاه‌هایی که در آن بازی کرده‌است می‌توان به باشگاه فوتبال آ. ا. ک آتن اشاره کرد.
وی همچنین در تیم‌های ملی فوتبال United States men's national under-17 soccer team و United States men's national under-18 soccer team بازی کرده‌است.